# Grotta di Nettuno

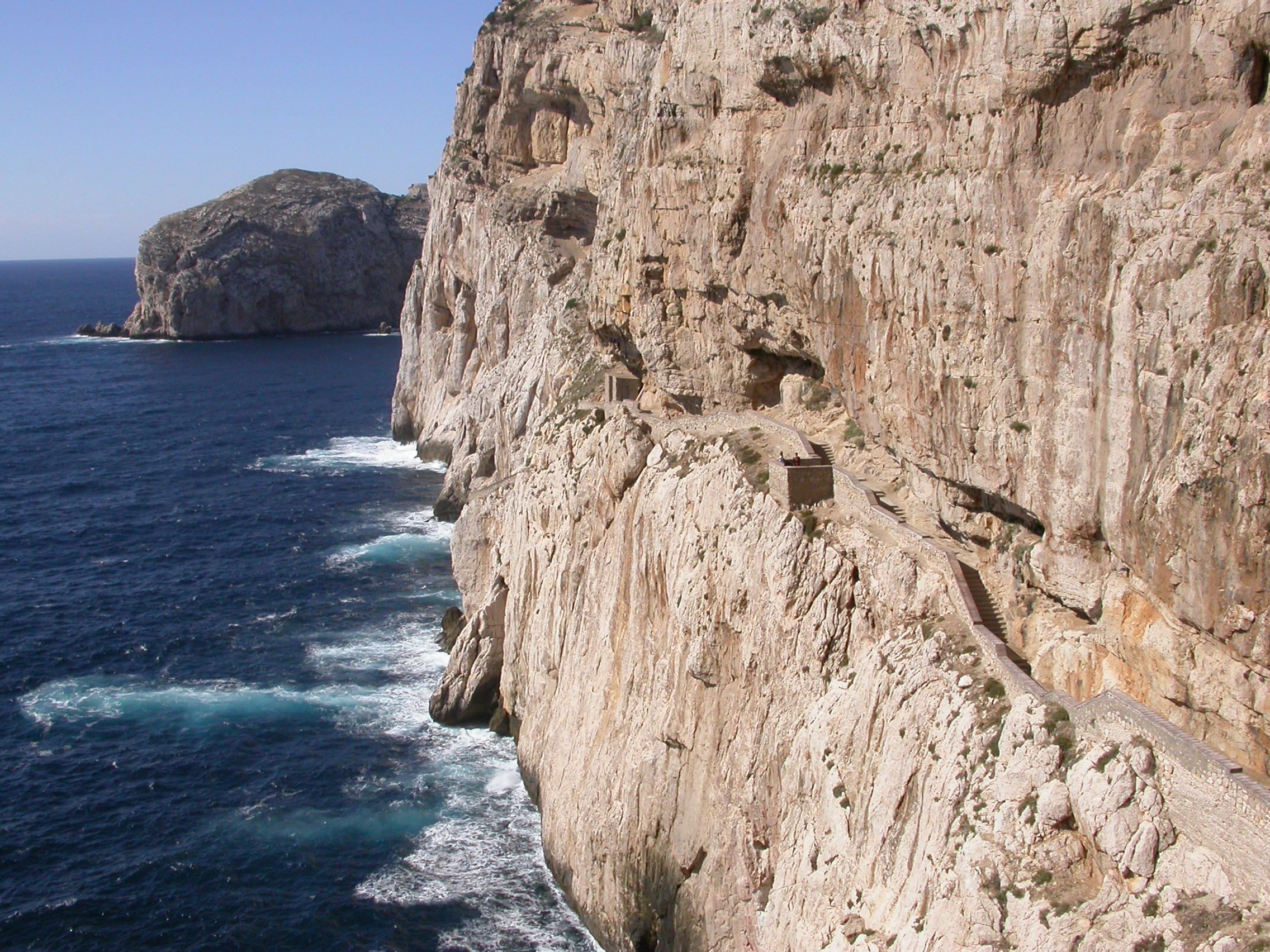
Trappan ner till grottan

Grotta di Nettuno är en grotta belägen vid havet i närheten av staden Alghero i provinsen Sassari på Sardinien.  Grottan upptäcktes av lokala fiskare under 1800-talet och sedan dess har den utvecklats till en stor turistattraktion som kan nås med buss och båt. Grottan är döpt efter havsguden Neptunus i romersk mytologi. 